# Bruno Hourst
Bruno Hourst est un enseignant, écrivain auteur d'ouvrages liés à l'approche de la pédagogie.

## Biographie
Après avoir été successivement marin (comme son grand-père l'explorateur Émile Hourst) et pilote d'hélicoptère, il se dirige vers l'enseignement au milieu des années 1990. Il est alors confronté à des élèves en échec scolaire et s'intéresse aux méthodes d'enseignement favorisant de meilleurs résultats en vue d'une réussite scolaire. en se formant en Australie et aux États-Unis.
Il publie Au bon plaisir d'apprendre en 1998, qui donne un aperçu de différentes techniques pédagogiques qu'il étudie et privilégie,.
Il écrit par la suite plusieurs livres à destination des formateurs et des enseignants,  ainsi que des parents pour faciliter l'éducation de leurs enfants,. 

## Approche pédagogique
Face aux élèves qui vivent mal leur scolarité, son idée principale devient de "retrouver le plaisir d'apprendre". Ses recherches sur le sujet l’amènent à découvrir plusieurs approches qui permettent d'apprendre plus sereinement, en particulier Sivasailam "Thiagi" Thiagarajan (jeux-cadres, activités interactives pour la formation et l'enseignement), Edward de Bono (6 chapeaux pour penser), Marshall Rosenberg (Communication non-violente) et Tony Buzan (topogramme/mindmapping). Il travaille alors à tisser les liens entre elles afin de mettre en évidence leur cohérence. Il donne à cette approche globale le nom de mieux-apprendre.
Plus tard, il s'appuie sur d'autres chercheurs comme Eric Jensen (neurosciences appliquées à la pédagogie), Nathaniel Branden (Estime de soi), et sur la théorie des intelligences multiples développée par Howard Gardner. Il préconise son application à l'école et dans l'entreprise,. Cette méthode a fait l'objet d'une expérimentation en école maternelle et primaire de l'Éducation nationale en France, : « Elle s'inscrit dans le cadre de l'article 34 de la loi d'orientation et de programme pour l'avenir de l'école de 2005, en étroite relation avec la MAPIE (Mission Académique Pédagogie Innovation Expérimentation). »
Une classe pilote utilisant l'approche du mieux-apprendre est créée en collège en 2013 et 2014 : la classe des Benjamins futuristes,. Bruno Hourst accompagne aussi une classe de l'école Saèt Thmet au Cambodge, où il met en œuvre son approche mieux-apprendre.
Il publie également des ouvrages plus spécialisés qui approfondissent certaines des approches pédagogiques abordées, en particulier les Jeux-cadres de Thiagi, les Intelligences multiples ou l'estime de soi, donnant des conférences à destination des enseignants de l'Éducation Nationale,, de l'Enseignement Supérieur et de l'enseignement spécialisé, en France,, et en Belgique,.
Depuis 2010, il invite régulièrement Thiagi à animer un séminaire sur les Jeux-cadres à Paris et plus tard à Bruxelles. Le mieux-apprendre devient dès lors le relais officiel des travaux de Thiagi en France.

## Publications
- Bruno Hourst, Au bon plaisir d'apprendre, InterÉditions, 1997-2008  (ISBN 978-2729609382)
- Bruno Hourst, Former sans ennuyer : Concevoir et réaliser des projets de formation et d'enseignement, Éditions d'Organisation, 2007  (ISBN 978-2-212-53937-0)
- Bruno Hourst et Sivasailam Thiagarajan, Modèles de jeux de formation : Les jeux-cadres de Thiagi, Éditions d'Organisation, 2007  (ISBN 978-2-212-53937-0)
- Bruno Hourst, À l'école des intelligences multiples, Hachette Éducation, juillet 2006,  (ISBN 978-2-01-170898-4)
- Bruno Hourst et Denis Plan, Management et intelligences multiples : La théorie de Gardner appliquée à l'entreprise, Dunod, octobre 2008,  (ISBN 978-2-10-052158-6)
- Bruno Hourst, J'aide mon enfant à mieux apprendre, Eyrolles, janvier 2008,  (ISBN 978-2-212-54038-3)
- Bruno Hourst, J'aide mon enfant à bien vivre l'autorité, Eyrolles
- Bruno Hourst, J'aide mon enfant à développer son estime de soi, Eyrolles
- Bruno Hourst et Sivasailam Thiagarajan, Jeux à thème de Thiagi - 42 activités interactives pour la formation, Éditions d'Organisation, novembre 2012
- Hourst Bruno, Garas Véronique, et l'équipe de l'IUFM de Créteil-UPEC, Guide pour enseigner autrement, avec les intelligences multiples, au cycle 3, Éditions RETZ, 2009

## Sources
1. ↑  « Bruno Hourst : «À l’enseignant de créer une atmosphère sécurisante» », La Croix,‎ 18 juin 2013 (ISSN 0242-6056, lire en ligne, consulté le 2 mars 2017)
2. ↑  Editions Retz, « Bruno Hourst », sur Les Editions Retz (consulté le 2 mars 2017)
3. ↑  « Votre recherche - "Bruno Hourst" : 2 résultats - Gallica », sur gallica.bnf.fr (consulté le 2 mars 2017)
4. ↑  « http://mister-aidant.over-blog.com/article-bruno-hourst-pionnier-du-mieux-apprendre-56558676.html »
5. ↑  « Comment l'aider à vaincre sa timidité? », sur Le Huffington Post (consulté le 13 décembre 2015)
6. ↑  « Le Bac est-il en train de couler? », sur Le Huffington Post (consulté le 13 décembre 2015)
7. ↑  Mémoire de master sur le topogramme - Haute école pédagogique (Suisse) - https://doc.rero.ch/record/234636/files/md_maes_p24947_2012.pdf
8. ↑  « Le besoin d’une pédagogie cohérente | La Ligue de l’Enseignement », sur ligue-enseignement.be (consulté le 9 septembre 2017)
9. ↑  Bruno Hourst, Au bon plaisir d'apprendre, Tarsul, Éditions du Mieux-apprendre, janvier 2015, 328 p. (ISBN 978-2-9544357-3-2), Avant-propos à la quatrième édition - page 11
10. ↑  Pierre Nobis, « Les intelligences multiples à l'école », sur Thot Cursus (consulté le 2 mars 2017)
11. ↑  « Quelle est votre forme d'intelligence? », sur www.lexpress.fr (consulté le 13 décembre 2015)
12. ↑  « Et vous, quelle est la couleur de votre cerveau ? », sur L'Obs, https://plus.google.com/+LeNouvelObservateur (consulté le 13 décembre 2015)
13. ↑  « http://www.ac-grenoble.fr/disciplines/lettres/eleves-allophones/public/Zoom_sur._-_Zoom_sur._les_intelligences_multiples_-_Eduscol.pdf »
14. ↑  « http://www.ac-orleans-tours.fr/fileadmin/user_upload/tours_nord/enseignement_pedagogie/aide_eleves/Biblio_les_intelligences_multiples_2013.pdf »
15. ↑  « EDUCATION&COGNITION 07/04/2015 », sur compasetc.blogspot.fr (consulté le 9 septembre 2017)
16. ↑  « Education & Cognition - INSTITUT JEAN NICOD », sur www.institutnicod.org (consulté le 9 septembre 2017)
17. ↑  « Saèk Thmey – Cours de Bruno et Cendrina », sur www.saekthmey.com (consulté le 9 septembre 2017)
18. 1 2  « http://www.eyrolles.com/Chapitres/9782708130876/intro_Hourst.pdf »
19. ↑  « DSDEN du Val-de-Marne-  Les intelligences multiples dHoward Gardner », sur www.ia94.ac-creteil.fr (consulté le 2 septembre 2017)
20. ↑  « Les intelligences multiples à l'école : diversité(s) et réussite(s) - B. Hourst - Novembre 2008 — Université de Namur », sur www.unamur.be (consulté le 2 septembre 2017)
21. ↑  Académie de Lyon - Séminaire Académique des Directeurs Adjoints de SEGPA - http://www.ia69.ac-lyon.fr/index.php?module=media&action=Display&cmpref=649791&lang=fr
22. ↑  Conférence aux JRE - réseau CANOPÉ - http://laligue66.org/telechargements/agenda/1462287172.programme.jre.2016.pdf
23. ↑  Différenciation pédagogique - Garas - IUFM de l'Université de Créteil - http://ecoles.ac-rouen.fr/circ_dieppe_ouest/outils/animations/2011/intelligences_multiples/synthese_anim.doc
24. ↑  Revue de l'Association des diplômés du Cours Normal pour l’Enseignement Spécial - http://www.acnes.be/?wpdmact=process&did=MTQuaG90bGluaw==
25. ↑  Université de Namur - Formation aux outils du mieux-apprendre et aux Jeux-cadres - https://www.unamur.be/elv/4e-journee-langues-de-lariluf/programme-journee-ariluf-2016/at_download/file
26. ↑  « Thiagi sera présent à Paris en novembre 2010 : formateurs, consultants, venez apprendre à jouer en formation ! », sur pedagoform, 19 août 2010 (consulté le 16 avril 2018)
27. ↑  http://www.thiagi.fr/IMG/pdf/brochurethiagi2016.pdf
28. ↑  (en-US) « Who », sur The Thiagi Group (consulté le 9 septembre 2017)